# Bumba meu boi
Bumba meu boi, boi-bumbá ou búfalo-bumbá é uma festa do folclore popular brasileiro, com personagens humanos e animais fantásticos, que gira em torno de uma lenda sobre a morte e ressurreição de um boi.
Em diversas cidades do Brasil, especialmente nas regiões Norte e Nordeste, mas também em algumas do Sudeste, existem agremiações chamadas de "bois" que realizam cortejos ou outros tipos de apresentações utilizando a figura do animal, tendo muitas vezes caráter competitivo.
A festa tem ligações com diversas tradições, africanas, indígenas e europeias, inclusive com festas religiosas católicas, sendo associada fortemente ao período de festas juninas.
Embora com gênese no Piauí, e tido um de seus primeiros registros em Pernambuco, é mais popular no Maranhão. O bumba meu boi maranhense recebeu do Instituto do Patrimônio Histórico e Artístico Nacional (IPHAN) o título de Patrimônio Cultural do Brasil, e o de Patrimônio Cultural Imaterial da Humanidade pela UNESCO.
Ao espalhar-se pelo país, a manifestação adquire nomes, ritmos, formas de apresentação, indumentárias, personagens, instrumentos, adereços e temas diferentes. Em Pernambuco é chamado boi-calemba ou bumbá; no Maranhão, Rio Grande do Norte, Alagoas e Piauí é chamado bumba meu boi; no Ceará, é boi de reis, boi-surubim e boi-zumbi; na Bahia é boi-janeiro, boi-estrela-do-mar e mulinha-de-ouro; em Minas Gerais e no Rio de Janeiro é bumba ou folguedo-do-boi; no Espírito Santo é boi de reis; em São Paulo é boi de jacá e dança-do-boi; no Pará, Rondônia e Amazonas é boi-bumbá; no Paraná e em Santa Catarina é boi-de-mourão ou boi-de-mamão; e no Rio Grande do Sul é bumba, boizinho ou boi-mamão. No Pará, especificamente na Ilha de Marajó, também há o Búfalo-Bumbá, organizado desde 1973 por Mestre Damasceno.

## História

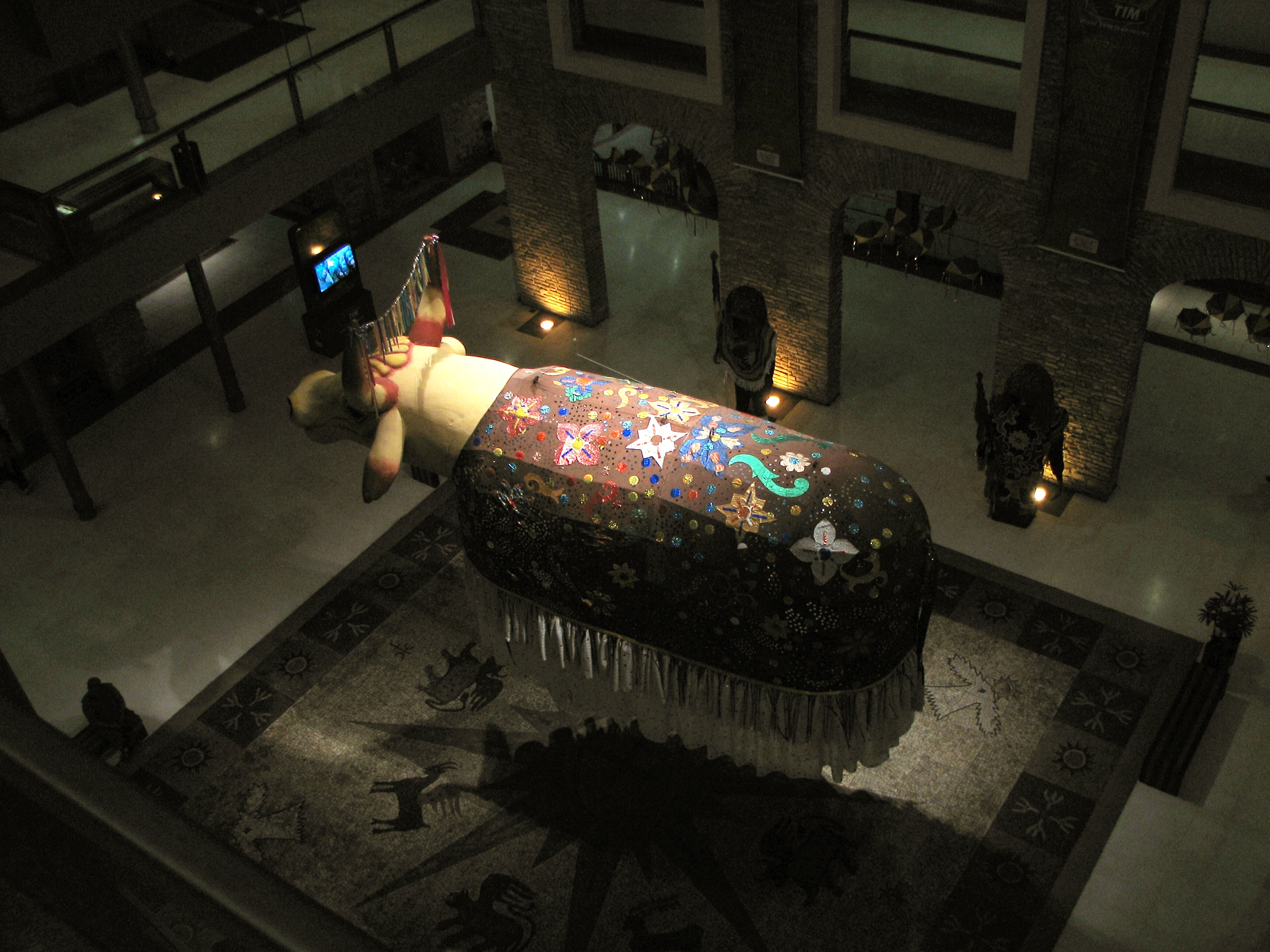
Boi de reis no Paço Alfândega, no Recife

Manifestações culturais e religiosas em torno da figura do boi existiram em diversas culturas antigas pelo mundo.

O Bumba Meu Boi tem sua gênese no Piauí e Maranhão, desenvolvendo-se durante o ciclo do gado no Brasil, ao incorporar elementos dos folguedos portugueses, culturas africana e indígena. O Ciclo do Gado, iniciado na Bahia, expandiu-se no século XVII por duas rotas principais ao longo do rio São Francisco: uma seguia o curso do rio em comboios e a outra o atravessava em direção ao Norte, até chegar ao Piauí, apontado por Câmara Cascudo como “o grande produtor de gadaria”. A pecuária promoveu o deslocamento de vaqueiros baianos vindos da região do São Francisco para o Piauí, que na época era um território sob a influência política da Bahia e de Pernambuco. Azevedo Neto destaca ainda a importância simbólica das relações entre o ser humano e o boi como elemento central na construção da narrativa do Bumba Meu Boi.

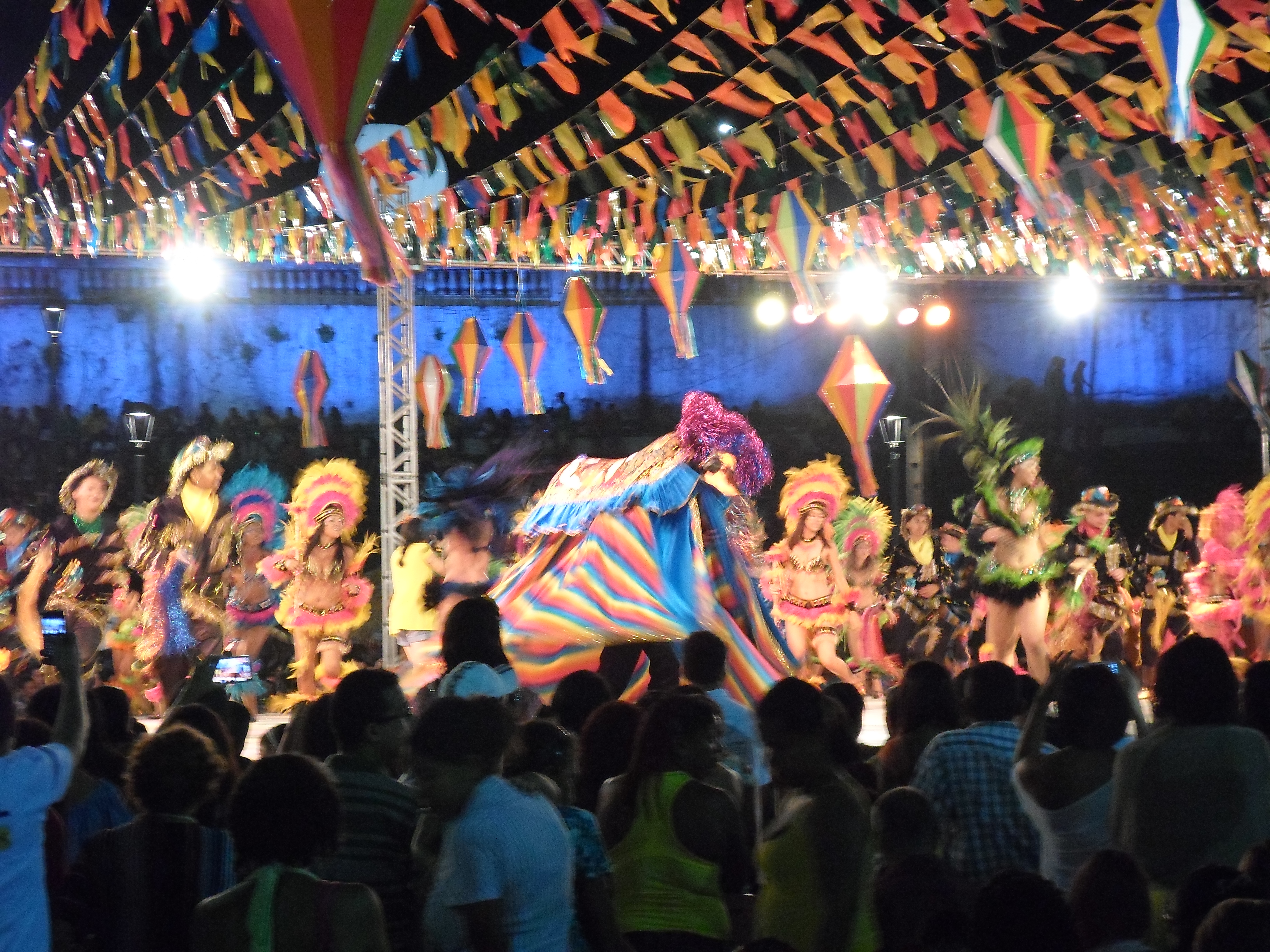
Detalhe da apresentação do bumba-meu-boi de Axixá, em São Luís

Seu primeiro registro ocorre num jornal denominado "O Carapuceiro", em Recife, Pernambuco no ano de 1840.
Mas, é no estado do Maranhão que o bumba meu boi tem sido mais valorizado em todo o Nordeste e, dali, foi exportado para o estado do Amazonas com o nome de boi-bumbá, visitado anualmente por milhares de turistas que vão conhecer o famoso Festival Folclórico de Parintins, realizado desde 1965.

## Enredo
Existem algumas variações a respeito da lenda do boi. A história mais comum aborda a escrava Catirina (ou Catarina), grávida, que pede ao marido Chico (ou Pai Francisco) para comer língua de boi. O escravo atende ao desejo da esposa, matando o boi, e sendo preso a mando do dono da fazenda. Com a ajuda de curandeiros, o boi é então ressuscitado.

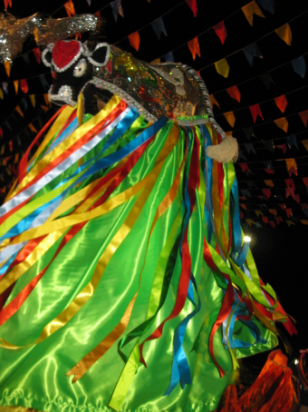
Bumba-Meu-Boi Mimoso, de São Bento, no Maranhão, em apresentação

Dependendo da versão, outros personagens podem ser incorporados, tais como: Battião, Arlequim, Pastorinha, Turtuqué, o engenheiro, o padre, o médico, o diabo, entre outros. Quase todos quase sempre interpretados por homens, que se travestem para compor os personagens femininos.
Em algumas versões, Pai Chico chama-se Mateus e o boi não é morto por ele, mas apenas se perde e acaba morto no decorrer da história, sendo também ressuscitado no fim.

## Personagens
O Capitão é o comandante do espetáculo. Há também Francisco e Catirina, personagens bastante conhecidos que apresentam os bichos, cantam e dançam de forma cômica.

## Búfalo-Bumbá de Mestre Damasceno

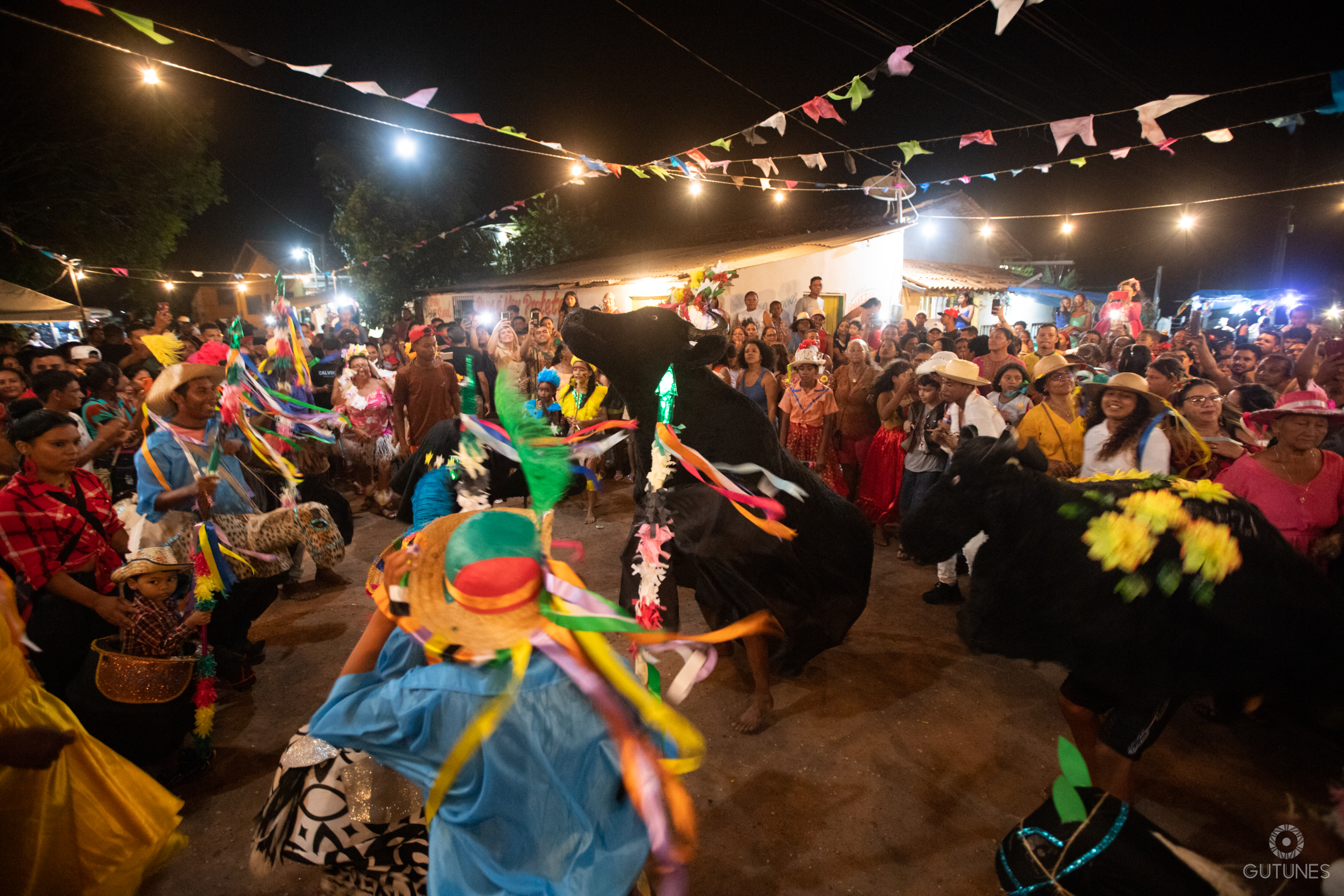
Búfalo-Bumbá de Mestre Damasceno. Salvaterra, Ilha de Marajó, Pará (foto: Guto Nunes)

O Búfalo-Bumbá de Mestre Damasceno é uma manifestação cultural que acontece todos os anos na cidade de Salvaterra, na Ilha de Marajó, estado do Pará. A manifestação popular surgiu em 1973, quando Mestre Damasceno colocou o 1º Boi-Bumbá da carreira, chamado “Estrela de Ouro”. Desde então, muitos outros bois-bumbás vieram, entre nascimentos, batizados, mortes, ressurreições e retornos de bois fugidos. Apenas em 2012 veio o nome "Búfalo-Bumbá", apesar de já utilizar o afigurado do Búfalo há muitos anos. Mestre Damasceno teve sua obra artística declarada como patrimônio cultural de natureza imaterial do Estado do Pará em 2023.
O Búfalo-Bumbá foi ideia minha mesmo, depois que eu vi que temos que falar sobre a nossa região. E como trabalho com a cultura popular, achei de inventar o Búfalo-bumbá, porque a o búfalo é o caboclo marajoara. Quando você fala que vai para o Marajó, sabe que vai andar de búfalo, tomar leite, comer queijo de búfalo, e por quê não brincar com o boneco do búfalo-bumbá?!— Mestre Damasceno Jornal Oliberal: https://www.oliberal.com/cultura/musica/mestre-damasceno-comemora-50-anos-de-producao-cultural-1.693176

## Festival Folclórico de Parintins
O Festival Folclórico de Parintins é um festival de boi-bumbá que acontece todos os anos na cidade de Parintins, no interior do Amazonas. É considerado Patrimônio Cultural do Brasil pelo Instituto do Patrimônio Histórico e Artístico Nacional (IPHAN).